# De peetoom
De peetoom is een sprookje dat werd opgetekend door de gebroeders Grimm in Kinder- und Hausmärchen met het nummer KHM42. De oorspronkelijke naam is Der Herr Gevatter.

## Het verhaal
Een arme man heeft erg veel kinderen en heeft iedereen al als peet gevraagd, hij kan niemand meer vragen. Bedroefd valt hij in slaap en droomt dat hij naar de stadspoort moet gaan en de eerste die hij tegenkomt als peet moet vragen. Dit doet de man en de vreemdeling geeft hem een pot met water en zegt dat het wonderwater is waarmee zieken genezen kunnen worden. De man hoeft alleen te kijken waar de dood staat.
Als de dood bij het hoofd staat, moet de man een slokje water laten drinken. Als de dood bij de voeten staat is alle moeite vergeefs. Vanaf dat moment kan de man voorspellen of een zieke genezen kan worden of niet. Hij verdient veel geld met deze eigenschap. Op een keer wordt hij bij de koning geroepen en laat hem van het water drinken. Een tweede keer gaat het net zo, maar de derde keer sterft een kind.
De man wil zijn peetoom opzoeken, maar treft in zijn huis allemaal vreemde dingen aan. De schop en de bezem maken ruzie op de eerste verdieping. Op de tweede verdieping ziet hij veel dode vingers liggen en op de derde verdieping liggen doodshoofden. Op de vierde verdieping ziet hij vissen op het vuur staan, ze bakken zichzelf in een pan. Op de vijfde verdieping ziet hij door een sleutelgat zijn peetoom. Als hij binnenstapt gaat de peetoom in zijn bed liggen en trekt de dekens over zich heen.
De peetoom vertelt dat op de eerste verdieping een knecht en meid met elkaar aan het praten waren. Op de tweede verdieping lagen schorseneren, op de derde verdieping lagen kolen. Als de man vraagt wat er op de vierde verdieping lag, komen de vissen binnen en dienen zichzelf op. De man vertelt dat hij op de vijfde verdieping door het sleutelgat zijn peetoom met lange horens heeft gezien. De peetoom ontkent en de man rent angstig weg, wie weet wat er anders nog was gebeurd...

## Achtergronden
- Het sprookje komt uit Büchlein fur die Jugend (1834) van Ludwig Aurbacher.
- Vergelijk Vrouw Trui (KHM43), De dood als peet (KHM44) en het vervallen sprookje KHM43a (Die wunderliche Gasterei).
- Zie ook water des levens.
- De peetoom is de duivel, zie ook De duivel met de drie gouden haren (KHM29), Het meisje zonder handen (KHM31), Het aardmanneke (KHM91), De roetzwarte broer van de duivel (KHM100), De drie handwerksgezellen (KHM120), De duivel en zijn grootmoeder (KHM125), Het gedierte van de Heer en de Duivel (KHM148), De boer en de duivel (KHM189) en De grafheuvel (KHM195).
- In dit sprookje zijn, naast mensen en dieren, planten en levenloze dingen personages. Dit komt ook voor in Het gespuis (KHM10), Van het muisje, het vogeltje en de braadworst (KHM23) en Meneer Korbes (KHM41).